# Vita Palamarová
Viktorija (Vita) Gryhorivna Palamarová (ukrajinsky Вікторія (Віта) Григорівна Паламар; * 12. října 1977, Chmelnyckyj) je ukrajinská atletka, výškařka.
Mezi její největší úspěchy patří zlatá medaile, kterou vybojovala v roce 2001 na světové letní univerziádě v Pekingu a bronz z halového MS 2008 ve Valencii. Dvakrát reprezentovala na letních olympijských hrách (Sydney 2000, Peking 2008).
V lednu roku 2008 vyhrála výkonem 199 cm halový mítink Hustopečské skákání. V halové sezóně 2009 se zúčastnila Beskydské laťky, kde skončila třetí (189 cm) a později i Brněnské laťky, kde jí výkon 190 cm stačil na čtvrté místo.

## Úspěchy
| Rok  | Závod                             | Místo                | Umístění    | Výkon  |
| ---- | --------------------------------- | -------------------- | ----------- | ------ |
| 1996 | Mistrovství světa juniorů         | Sydney, Austrálie    | 6.          | 1,85 m |
| 1999 | Mistrovství Evropy do 23 let      | Göteborg, Švédsko    | 6. =        | 1,85 m |
| 2000 | HME 2000                          | Gent, Belgie         | 5.          | 1,92 m |
| 2000 | Letní olympijské hry 2000         | Sydney, Austrálie    | 7.          | 1,96 m |
| 2001 | HMS 2001                          | Lisabon, Portugalsko | 5. =        | 1,93 m |
| 2001 | Mistrovství světa v atletice 2001 | Edmonton, Kanada     | 5.          | 1,94 m |
| 2001 | Univerziáda                       | Peking, Čína         | 1.          | 1,96 m |
| 2001 | Hry dobré vůle                    | Brisbane, Austrálie  | 3. =        | 1,93 m |
| 2003 | Mistrovství světa v atletice 2003 | Paříž, Francie       | 5.          | 1,95 m |
| 2003 | Světové atletické finále          | Monte Carlo, Monako  | 2.          | 2,01 m |
| 2004 | HMS 2004                          | Budapešť, Maďarsko   | 4.          | 1,97 m |
| 2004 | Světové atletické finále          | Monte Carlo, Monako  | 8.          | 1,88 m |
| 2005 | Evropský pohár                    | Florencie, Itálie    | 2.          | 1,92 m |
| 2005 | Mistrovství světa v atletice 2005 | Helsinky, Finsko     | 5.          | 1,93 m |
| 2005 | Světové atletické finále          | Monte Carlo, Monako  | 2.          | 1,93 m |
| 2007 | Mistrovství světa v atletice 2007 | Osaka, Japonsko      | 7. =        | 1,94 m |
| 2007 | Světové atletické finále          | Stuttgart, Německo   | 6.          | 1,94 m |
| 2008 | HMS 2008                          | Valencie, Španělsko  | 3.          | 2,01 m |
| 2008 | Letní olympijské hry 2008         | Peking, Čína         | 5.          | 1,99 m |
| 2009 | Mistrovství Evropy družstev       | Leiría, Portugalsko  | 6.          | 1,91 m |
| 2009 | Mistrovství světa v atletice 2009 | Berlín, Německo      | kvalifikace | 1,89 m |

## Osobní rekordy
- hala – 201 cm – 9. březen 2008, Valencie (NR)
- venku – 201 cm – 15. srpen 2003, Curych